# Olseniidae
†Olseniidae – wymarła rodzina ssaków w podrzędzie Acreodi (rząd Cete), ustanowiona w roku 2005. Do kladu zaliczono: †Olsenia mira Matthew & Granger, 1925 z Chin i cf. Olsenia sp. z Kirgistanu.